# Dvorianky
Dvorianky – wieś (obec) na Słowacji położona w kraju koszyckim, w powiecie Trebišov. Pierwsze wzmianki o miejscowości pochodzą z 1314 roku. 
Według danych z dnia 31 grudnia 2012 roku, wieś zamieszkiwało 600 osób, w tym 318 kobiet i 282 mężczyzn.
W 2001 roku rozkład populacji względem narodowości i przynależności etnicznej wyglądał następująco:
- Słowacy – 99,68%
- Czesi – 0,16%
- Romowie – 0,16%

Ze względu na wyznawaną religię struktura mieszkańców kształtowała się w 2001 roku następująco:
- Katolicy rzymscy – 45,56%
- Grekokatolicy – 50,48%
- Ewangelicy – 0,79%
- Ateiści – 1,11%